# たぱぞう
たぱぞうは、日本の投資家および投資顧問アドバイザー。 

## 経歴
大阪に生まれる。父は銀行員であり、祖父と父が株の投資を行っていた事により学生時代から投資に興味を持つ。
2000年に転職した事をきっかけに投資を始める。最初は初任給を全て日本株に投資していた。
2008年に起こったリーマン・ショックを機に米国株へと乗り換え、2017年には総資産が1億円を突破した。
2016年頃から「誰でもできる投資術」、「誰でも分かる海外投資」をモットーとしてブログを開設。また、2021年にはYouTubeチャンネルを開設した。
2017年より投資アドバイザーに就任した。
投資の成功により金融資産が膨らんできたため2019年に退職してFIREした。また、同時に自身の資産管理法人を設立した。

## 著書
- 僕が子供に教えている1億円の作り方（KADOKAWA、2022年9月29日発行、ISBN 978-4046058911

- お金が増える　米国株超楽ちん投資術（KADOKAWA、2019年10月18日発行）

- 経済的自由をこの手に!米国株で始める100万円からのセミリタイア投資術（KADOKAWA、2021年6月28日発行、ISBN 978-4046051578）